# Krnule
Krnule (en serbe cyrillique : Крнуле) est un village de Serbie situé dans la municipalité de Vladimirci, district de Mačva. Au recensement de 2011, il comptait 930 habitants.

## Démographie

### Évolution historique de la population
| 1948  | 1953  | 1961  | 1971  | 1981  | 1991  | 2002  | 2011 |
| ----- | ----- | ----- | ----- | ----- | ----- | ----- | ---- |
| 1 787 | 1 793 | 1 641 | 1 504 | 1 292 | 1 181 | 1 084 | 930  |

|  |